# Pilpajärvi
Pilpajärvi är en sjö i Finland. Den ligger i kommunen Uleåborg i landskapet Norra Österbotten, i den centrala delen av landet, 500 km norr om huvudstaden Helsingfors. Pilpajärvi ligger 40,6 meter över havet. Arean är 78,7 hektar och strandlinjen är 3,93 kilometer lång. Sjön  ingår i Uleälvens huvudavrinningsområde.   I omgivningarna runt Pilpajärvi växer i huvudsak blandskog.